# Edmund Nathanael

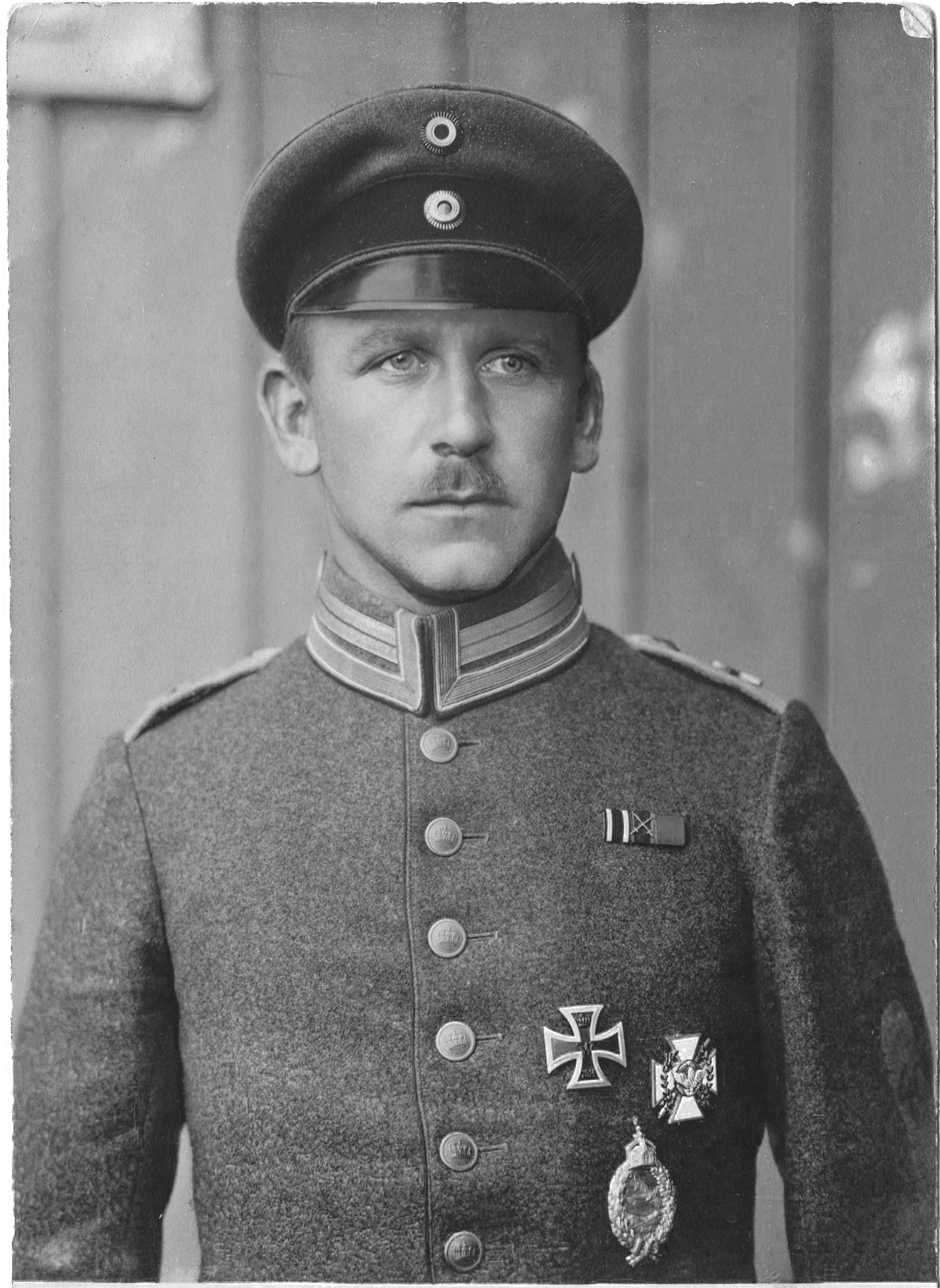
Edmund Nathanael im Jahr 1917

Edmund Emil Nathanael (* 18. Dezember 1889 in Dielsdorf; † 11. Mai 1917 bei Bourlon westlich Cambrai) war ein deutscher Unteroffizier, Offiziersstellvertreter  und Kampfflieger im Ersten Weltkrieg. Ihm werden 15 Luftsiege zugeschrieben, sämtlich mit der Jagdstaffel 5. Er flog sowohl zweisitzige Aufklärungsflugzeuge als auch einsitzige Jagdflugzeuge. Edmund Nathanael erhielt hohe militärische Auszeichnungen und wurde schließlich im Kampf getötet. In Medien und Literatur wurde immer wieder eine angebliche jüdische Herkunft kolportiert, diese Theorie ist nach neueren Forschungen unhaltbar.

## Kindheit und Jugend
Edmund Nathanael wurde am 18. Dezember 1889 in Dielsdorf, einem kleinen Dorf im damaligen Herzogtum Sachsen-Weimar-Eisenach, im Deutschen Kaiserreich, geboren. Seinem Vater gehörte ein kleiner Schneiderladen, mit seiner Frau Wilhelmine, geborene May, hatte er zwei Söhne und zwei Töchter. Edmund Nathanael besuchte nach der Volksschule ein Gymnasium und leistete vor dem Ersten Weltkrieg seinen Wehrdienst ab, angeblich im Jäger-Bataillon Nr. 4.

## Kontroverse um angebliche jüdische Herkunft
Wohl vor allem aufgrund seines Nachnamens wurde (und wird) Edmund Nathanael in Teilen der Fachliteratur als auch in populärwissenschaftlichen Publikationen und den Medien eine jüdische Herkunft zugeschrieben. Diese rein spekulative, da stets unbelegte, Zuschreibung ist nach neuen archivalischen Studien nicht haltbar – und war es nie. Stattdessen stammte Edmund Nathanael belegbar aus einer bis heute rein protestantischen Familie und wurde selbst so getauft.

## Dienst bei der Infanterie und als Aufklärungsflieger
Bei Kriegsbeginn wurde Edmund Nathanael zum Militärdienst einberufen, vermutlich zum Jäger-Bataillon Nr. 4. Über diese Zeit ist kaum etwas bekannt, nur dass er das Eiserne Kreuz 2. Klasse erhielt. Zu einem nicht bekannten Zeitpunkt in der zweiten Jahreshälfte 1915 meldete er sich freiwillig zu den Luftstreitkräften. Im Frühjahr 1916 diente er in Frankreich als Pilot in der Feldflieger-Abteilung 42. Er wurde bald bekannt für gefährliche Aufklärungsflüge tief in feindliches Territorium. Hierfür wurde er am 4. August 1916 mit dem nur 366 Mal, und nur 22 Mal an Kampfflieger, verliehenen Wilhelm Ernst Kriegskreuz ausgezeichnet.

## Dienst als Kampfflieger und Tod
Nachdem er seine Fähigkeiten als Kampfflieger unter Beweis gestellt hatte, wurde Edmund Nathanael im November 1916 zur Jagdstaffel 22 abkommandiert. In seiner Zeit dort erzielte er keine Luftsiege. Dennoch wurde er im März 1917 zu der damals sehr bekannten und erfolgreichen Jagdstaffel 5 versetzt. Seinen ersten Luftsieg erzielte er am 6. März 1917. Kurz nach seinem 15. und letzten Luftsieg wurde Edmund Nathanaels Flugzeug am 11. Mai 1917 von dem schottischen Kampfflieger captain William Kennedy Cochran-Patrick von No. 23 Squadron RFC abgeschossen. Er kam dabei ums Leben. Es ist nicht bekannt, ob sein Leichnam geborgen wurde, es gibt keine bekannte Grabstätte. Postum wurde ihm das Inhaberkreuz mit Schwertern für Unteroffiziere und Mannschaften des Königlichen Hausorden von Hohenzollern verliehen. Diese hohe Auszeichnung erhielten im Ersten Weltkrieg insgesamt nur 18 Personen.

## Luftsiege des Edmund Nathanael
Alle Luftsiege erzielt bei der Jagdstaffel 5.
| Nr. | Datum          | Zeit     | Gegner                                  | Einheit                              | Ort                                     |
| --- | -------------- | -------- | --------------------------------------- | ------------------------------------ | --------------------------------------- |
| 1   | 6. März 1917   | 1345 Uhr | Morane-Saulnier Seriennummer A268       | Escadrille 3, Aéronautique Militaire | Nördlich Gueudecourt                    |
| 2   | 11. März 1917  | 1245 Uhr | Royal Aircraft Factory F.E.2b           | No. 23 Squadron RFC                  | Nördlich Beugny, Frankreich             |
| 3   | 24. März 1917  | 0900 Uhr | Sopwith 1½ Strutter                     | No. 70 Squadron RFC                  | Écoust-Saint-Mein, Frankreich           |
| 4   | 25. März 1917  | 0920 Uhr | Sopwith 1½ Strutter                     | No. 70 Squadron RFC                  | Vélu, Frankreich                        |
| 5   | 25. März 1917  | 0925 Uhr | Nieuport 17                             | No. 29 Squadron RFC                  | East of Beugny, Frankreich              |
| 6   | 2. April 1917  | Morgens  | Royal Aircraft Factory F.E.2b s/n 6953  | No. 22 Squadron RFC                  | Nordöstlich des Waldes von Gouzeaucourt |
| 7   | 3. April 1917  | 1635 Uhr | Royal Aircraft Factory F.E.2b s/n 4987  | No. 23 Squadron RFC                  | Nördlich Boursies, Frankreich           |
| 8   | 6. April 1917  | 0820 Uhr | Royal Aircraft Factory F.E.2b s/n A6388 | No. 57 Squadron RFC                  | Douchy                                  |
| 9   | 13. April 1917 | 1935 Uhr | Beobachtungsballon s/n 34-16-4          |                                      | Westlich Saint-Quentin                  |
| 10  | 22. April 1917 | 1410 Uhr | Beobachtungsballon s/n 3-13-5           |                                      | Bus, Pas-de-Calais, Frankreich          |
| 11  | 22. April 1917 | 2005 Uhr | Spad                                    | No. 23 Squadron RFC                  | Ribecourt                               |
| 12  | 28. April 1917 | 1315 Uhr | Sopwith 1½ Strutter s/n/A993            | No. 43 Squadron RFC                  | Vacquerie-le-Boucq, Frankreich          |
| 13  | 29. April 1917 | 2100 Uhr | Nieuport fighter s/n A6745              | No. 40 Squadron RFC                  | Beaumont                                |
| 14  | 30. April 1917 | 1005 Uhr | Royal Aircraft Factory S.E.5 s/n A4866  | No. 56 Squadron RFC                  | Östlich Fresnoy, Frankreich             |
| 15  | 6. Mai 1917    | 1840 Uhr | Nieuport 17                             | No. 60 Squadron RFC                  | Nördlich of Bourlon, Frankreich         |